# مش

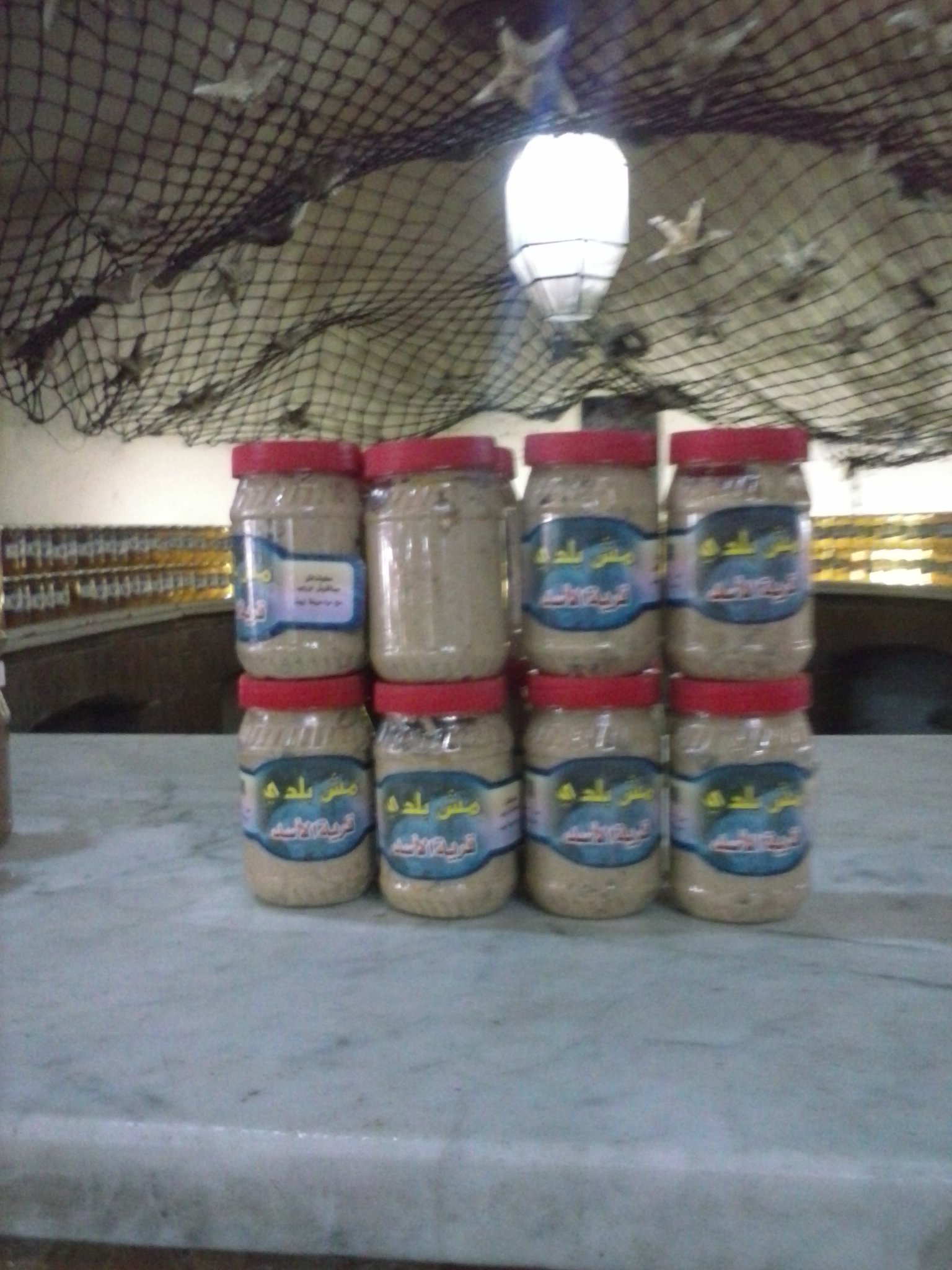
برطمانات مش

المش يعتبر من الأغذية الأساسية لدى الفلاحين (ريف مصر)، ويصنع تقليديا من زيادة الجبن القريش.
هو من الأجبان المصرية المصنوعة من تخمير الجبنة المملحة لعدة أشهر أو سنين. يشبه المش الجبنة التي وجدت في مقابر السلالة الأولى حور عحا في قرية سقارة التي حكمت البلاد من عام 3200 قبل الميلاد. عادة ما يتم تحضير المش في البيت أو قد يباع في الأسواق المحلية. أيضا يستعمل الفلاحون المش كغذاء أساسي. يميل لون المش الناضج إلى الأصفر البني وهو ذو رائحة نفاذة وطعم قوي ومالح. تصنع منتجات شبيهه بالمش باستعمال أنواع أخرى من الأجبان المصرية كالدمياطي أو الراس.